# 8218 Гоусті
8218 Гоусті (8218 Hosty) — астероїд головного поясу, відкритий 8 травня 1996 року.
Тіссеранів параметр щодо Юпітера — 3,561.